# 光ディスク

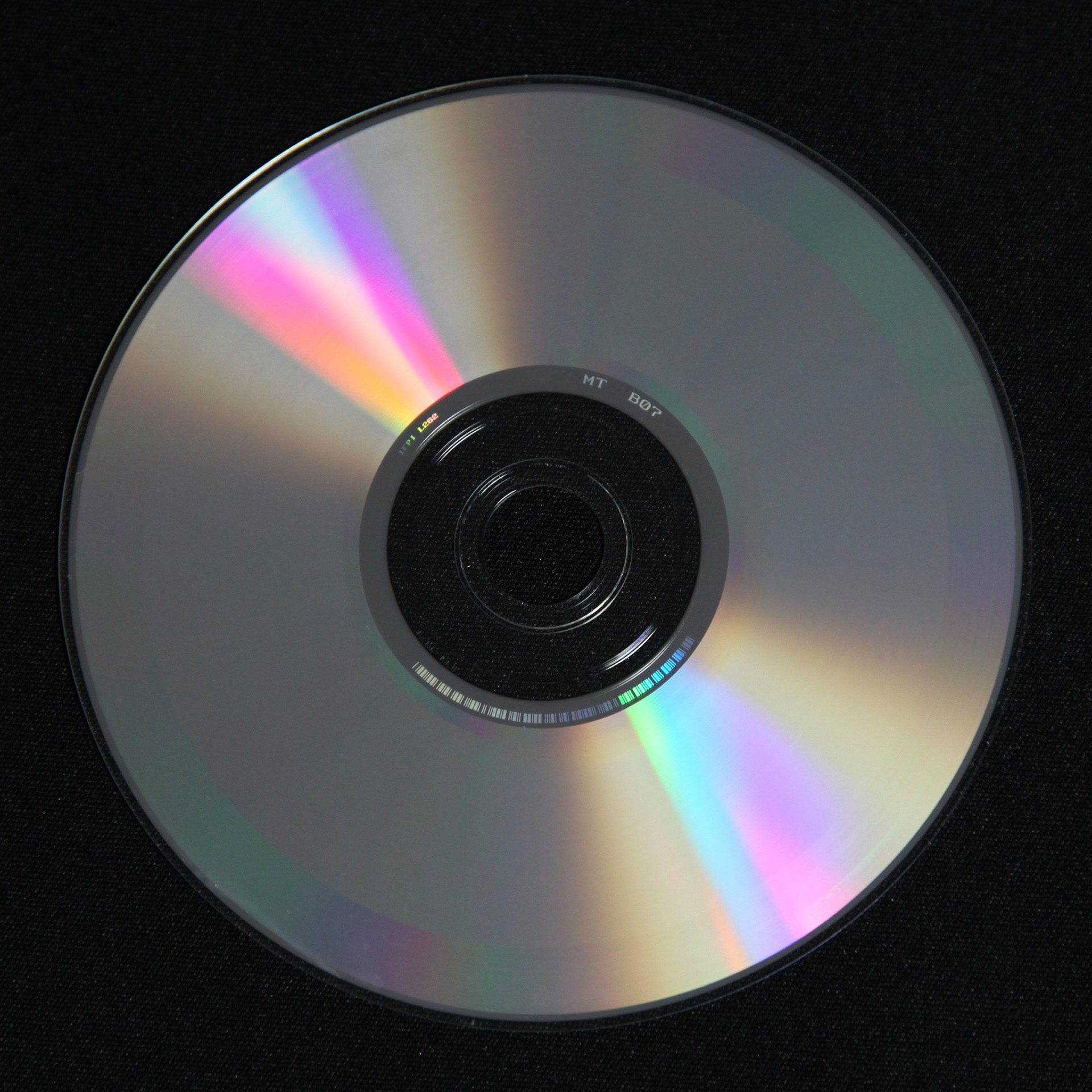
光ディスクの一種「コンパクトディスク」。虹色に見えるのは、ディスク表面の構造が回折格子として機能するためである。

光ディスク（ひかりディスク、英: Optical disc）とは、樹脂等で作られた厚さ数ミリ程度の円盤の表面に、微細な凹凸を形成する等の方法により、情報を記録するための記録媒体（ディスクメディア）である。光学ディスクとも呼ばれる。また光ディスクの情報を読み書きするための装置は光学ドライブと呼ばれる。
ディスクの凹凸はディスクが物理的に破損または劣化しなければ消えることはなく、磁気ディスクのように磁気によるデータ損失の影響はなく、耐久面は磁気ディスクより優れている。こうした特性からリムーバブルメディアとして、音楽や映像（動画）作品あるいはパーソナルコンピュータやゲーム機用のソフトウェア供給媒体として幅広く利用された。
しかし2000年代後半から光ディスクより小型化が可能なフラッシュメモリ、ブロードバンドインターネットを利用した配信（ダウンロード・ストリーミング）などが台頭、利用は減少傾向にある。

## 歴史
最初に市場に登場した光ディスクは、1960年代から研究が進められ1980年に発売されたレーザーディスクである。レーザーディスクにはビデオ信号をアナログデータのまま記録されていて、デジタルデータを記録する後発の光ディスクとは性質が異なる。
光ディスクはディスクメディアとして、取り扱いの便利さ、大量生産の容易さ、製造コストの安さなど優れており、幅広い分野において従来の媒体を置き換える形で普及してきた。レコード→CD、カセットテープ→MD、ゲーム機のROMカセット→CD-ROM、VHS→DVD・Blu-ray Discなどがその例である。
その後第3世代（Blu-ray Disc対HD DVD）の光ディスクが市場に登場する際は、ライセンス収入などをめぐって大手メーカー同士で激しい規格争いが生じた（両メディアに対応する再生機種もあった）。
しかし光ディスクの特性により、1990年代から2000年代にかけて記録メディアを席巻した光ディスクは退潮傾向にある。

## 構造

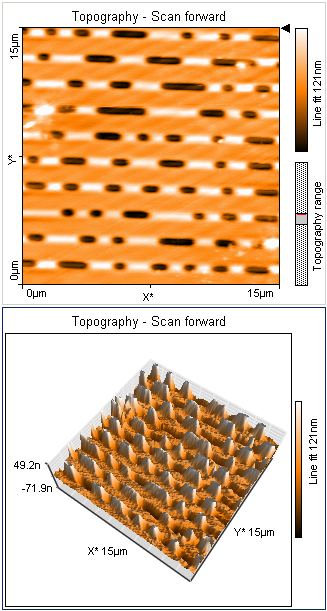
光ディスクの表面を原子間力顕微鏡によって観測した画像。均等に並んだ溝（トラック）にそって、不規則なくぼみ（ピット）が形成されているのが確認できる。

光ディスクには、保護層・記録層・反射層などそれぞれ役割の異なる複数の層がある。記録層にはトラックが存在し、そこにピットと呼ばれる微細なくぼみが形成される。ピットの作り方は光ディスクの種類によって異なり、読み取り専用ディスクではプレス加工によって凹面を作る一方、記録型ディスクの場合は有機色素を熱と光で変化させる、相変化記録技術によって光の反射率を変えることで擬似的にピットを再現している。
光ディスクはトラックの長さ（トラック長）を長くすることで記録密度を高めることができる。トラック長を長くするにはディスクを物理的に大きくする方法がある。ディスクの大きさを変えない場合はトラックとトラックの間隔（トラックピッチ）を狭めることでもトラック長を長くできる。CDなどの第1世代のディスク、DVDなどの第2世代のディスクおよびBlu-ray Discなどの第3世代のディスクは大半が直径8cmおよび12cmであり、トラックピッチを狭め、ピットのサイズを小さくすることで記録密度は高められてきた。そのうえ、DVD以降の世代では記録層を多層化することで記録面積も増やしてきた。

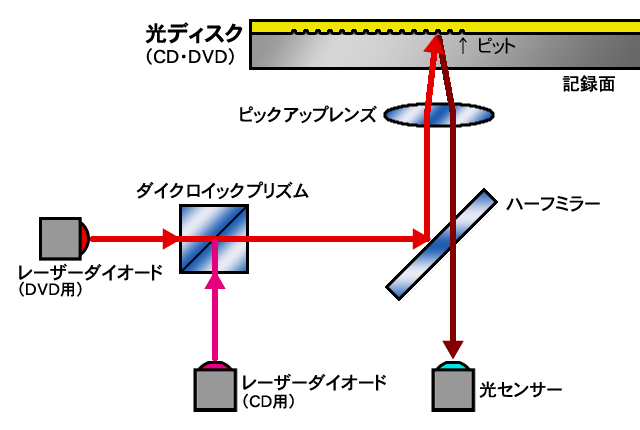
レーザーの流れ（CD・DVD一体型機）
これは簡易的な図であり、実際はさらに多くの装置が介在する。

半導体レーザーの光をディスクに照射すると、レーザー光は保護層を貫通し、記録・反射層に到達する。記録・反射層において反射する光は、ピットの影響を受けて変化する。光ディスクドライブのピックアップには、反射光を計測するための光センサーが備え付けられており、反射光の強度によって、情報（「0」または「1」）を読み取る仕組みである。その際、トラックピッチがより狭く、ピットがより小さいほど、レーザー光の焦点も小さくなければデータを読み取ることができない。そのため、光の波長が短い半導体レーザーが開発されてきた。具体的にはコンパクトディスクのトラックピッチは1.600nmであるため、780nmの赤色レーザーで間に合うが、DVDのトラックピッチは740nmであるため、650nmの赤色レーザーが使用され、Blu-ray Discのトラックピッチは320nmであるため、405nmの青紫色レーザーを使用している。
なおBlu-ray Discの場合は短波長のレーザーを採用するだけでは、ピットを読み取れないため、レンズ開口数を向上させることで読み取りを実現させている。

## 形状・材料

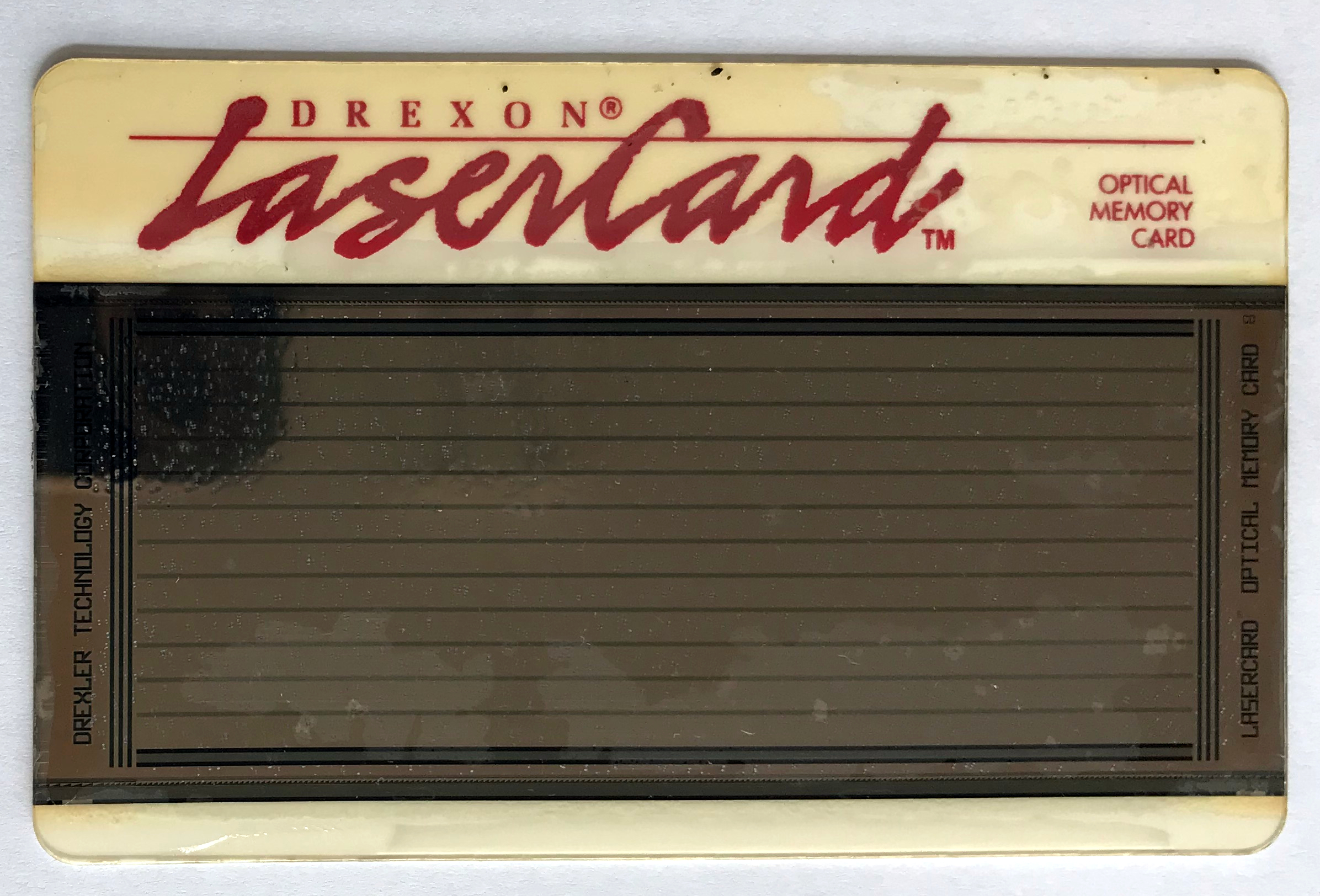
実用化に至らなかった光カード（レーザーカード）

ディスクは円盤状が主流である。1980年代後半から1990年代前半にはキャッシュカードと同程度の幅85.6mm、高さ54.0mm、厚さ0.8mmの Write Once Read Many 方式の光学カードが存在し実用化検討が行われていたが実用化には至らなかった。一方で円盤状のディスクをカットすることで名刺型にしたCD-Rが存在する。
材料として保護層や基盤にポリカーボネート、ポリメタクリル酸メチル、エポキシ樹脂、環状オレフィン樹脂、ポリ乳酸などが、反射層には銀やアルミニウムなどが主に用いられている。

## 寿命
音楽用CDが出回り始めた当時は半永久的に保存が可能とされていた事もあったが、光ディスクの寿命は製造時の材質や品質にも左右される。外的要素（直射日光（紫外線）、高い温度、強い湿気など）により、蒸着した反射面や接着剤が劣化することで10年程度で寿命を迎えるディスクもあるが、10年以上、中には50年以上の耐久性を備えた製品もある。CD-Rなどの有機色素を利用した記録用メディアはその有機色素が紫外線の影響を受けやすいので、保存方法にもよるが前述の寿命より若干縮む傾向にある。
光ディスクは使用する素材を見直すことで寿命を飛躍的に高めることができる。100年以上の耐久性があるM-DISCや、基板をガラス製にしたガラスCD、記録・反射層に使用されている金属箔に金を使ったゴールドディスクなどがその代表例である。金銀反射膜の採用は生産コストの問題もあってあまり一般的ではないが、記録媒体としてCD-RやDVD-RやBD-Rが一般化したことでその信頼性が問われるようになったため、金銀反射膜を採用して寿命が延びたことを宣伝文句とし差別化を図る商品も登場している。
また外的要因以外にも、ディスクの裏面だけでなく表面も傷つけないなど保存方法に気を付けることで寿命を延ばすことができる。
この一方、石英を用いたディスクの場合保存期間は3億年と見込まれており、事実上、永久保存が可能となる。

## 種類
光ディスクには、生産工場であらかじめ情報が書き込まれているもの（いわゆるプレス版、市販の音楽CDやDVD-VideoやBD-Videoなど）と、ユーザーが任意に情報を記録できるもの（記録型メディア）の大きく分けて2種類が存在する。ディスクドライブに関しては、現在ではUSBで接続するタイプのものと、デスクトップ用PC向けにSATA端子で接続するものの二パターンが主に流通している。

### 規格による分類
光ディスクは数多くの規格が存在し、また規格の登場時期や特性により以下のような世代分けができる。

#### 第1世代
1980年代から1990年代にかけて登場し、記録・再生に赤外線半導体レーザーを使用する。12cmディスクの場合で最大700MB程度の容量がある。
- レーザーディスク（Laser Vision Disc：LD）
- コンパクトディスク（Compact Disc：CD）
  - CD-R,CD-RW - CDのデータをそのままコピーする際などに使用できる書き換え用規格。
- Phase-change Dual（PD）
- GD-ROM（Gigabyte Disc ROM） - かつてセガのドリームキャストやアーケードゲーム基板などのゲーム機に使われていた。
- DDCD（Double Density CD）
- ミニディスク（Mini Disc : MD） - 読取り専用メディアは光ディスクだが、書換えメディアは光磁気ディスクだった。

#### 第2世代
1990年代から2000年代にかけて登場し、記録・再生に赤色半導体レーザーを使用する。片面1層の12cmディスクの場合で最大4.7GB程度の容量がある。MPEG2によって映像をデジタル化する技術が発達したために誕生し、映像記録用途でNTSCをそのまま記録するレベルに到達した。
- DVD（Digital Versatile Disc）
  - DVD-R,DVD-RW,DVD+R,DVD+RW,DVD-RAM - 書き換え用規格。ドライブによって±R,±RWの対応は変動するが、通常どのドライブでも-Rは確実に読み込むことが可能。日本の地上波録画が可能なディスクと不可能なディスクが存在。
- Super Audio CD（SACD） - ソニーがDVDを開発したわけではなかったため、次世代CD向けにDVDの物理規格を大幅に変更したもの。
- MVDISC（Multimedia Video DISC） - NECが発売したDVD-RAM/RW対抗の独自規格ディスク。ほとんど普及せず。
- デジタルデータ用光ディスク（Optical Digital Data Disk：OD3）
- ニンテンドー ゲームキューブ用8cmディスク - 名称はないが、「8cm光ディスクテクノロジー」と書かれる事がある。
- Wii用12cmディスク - 特に名称はなく、説明書では単に「ディスク」と書かれている。
- UMD（Universal Media Disc）
- EVD（Enhanced Versatile Disc） - 中国でDVDの特許料を回避するために開発されたDVD代替ディスク。
- DataPlay - 米データプレイ社が開発した超小型光ディスク。開発元が資金難に陥りほとんど普及せず。
- DTS-CD

#### 第3世代
2000年代から2010年代にかけて登場し、記録・再生に青紫色半導体レーザーを使用する。片面1層の12cmディスクの場合で最大25GB程度の容量がある。映像記録用途では、HDTV画質に適する（UHD BDは4Kをサポート）。
- Blu-ray Disc（BD）
  - BDXL - BDの拡張仕様。ただし、Blu-ray Disc用ドライブと互換性はない。
  - Ultra HD Blu-ray（UHD BD） - BDの上位規格。容量上限が50GBから66GB、100GBに拡張されたが、ディスクの回転速度の規定が増加し、ドライブの騒音が大きくなる。同様にBlu-ray Disc用ドライブとの互換性はない。
  - BD-R,BD-RE - BD-REのver1.0規格のみ仕様が他のBDと大幅に異なる。書き換え用ディスクで対応はディスクドライブによる。
- HD DVD（High-Definition Digital Versatile Disc） - 東芝などが策定した光ディスク。生産終了。
- Professional Disc（PFD） - ソニーの業務用光ディスク。BDに近い。
- CBHD - 中華人民共和国独自の規格。HD DVDに近い。
- Red-ray Disc - 中華人民共和国独自の規格。赤色レーザーを使用。
- Ultra Density Optical（UDO）
- Wii U用12cmディスク - 発表段階では「新ハード用12cm高密度光ディスク」とも。
- Xbox One/Xbox Series X向け光ディスク - 正式名称は不明、BD-ROMと容量が同じ。

#### 第4世代以降
第3世代でも使用された青紫色半導体レーザーを用いた大容量ディスク（アーカイバルディスク）は製品化されたが、ホログラム（光ディスクの記録面の多層化などではなく、立体的に記憶することにより記憶容量を増やす試み）や多次元化などの革新的技術による大容量化を模索した光ディスクは開発段階であり、いくつかは動画記録と再生に成功しているが、商用化には至っていない。
- 製品化
  - アーカイバルディスク - ソニーは東北大学との共同研究により、これまでの100倍となる高出力（100W）の青紫色半導体レーザーの開発に成功したと発表。多層技術との併用により、「テラバイト級の記憶容量の実現も可能」としている[20]。その後ソニーとパナソニックが共同開発し、業務用次世代光ディスク規格（2014年3月策定）として、2017年時点で300GB（片面3層・両面6層）の記録が可能で、将来的には1TBの記録容量を目指すディスクを発表。両社により同ディスクを採用したデータアーカイブシステムが製品化されている[21]。100年の長期保存が可能[21]。
- 研究段階
  - 5次元光ディスク - スウィンバーン工科大学で研究中のDVDの最大2000倍記録できるディスク[22]。5次元光記録と呼ばれる記録方式をスウィンバーン工科大学やサウサンプトン大学などが研究し、500TBの容量を有する光ディスク[23]を発表。
  - HVD（Holographic Versatile Disc） - ホログラムを使用したディスク[24]。
  - ゼネラル・エレクトリック社で研究中の500GB記録できる、ホログラムを使用したディスク[25]。

### 記録の可否による分類
光ディスクには、生産工場であらかじめ情報が書き込まれたもの（読み込み専用のいわゆるプレス版）とユーザーが任意に情報を書き込むことができる記録型ディスクに大別できる（記録型ディスクもまた二種に大別することができる）。レーザー光の反射により記録された情報を読みこむ点ではどちらも共通してはいるが、その仕組みや構造は細部で異なる。

#### 読み込み専用ディスク
生産時において記録・反射層の薄い金属箔にピットと呼ばれる無数の小さい凹みを設け、このピットの並ぶパターンにより情報を記録したものである。ユーザーが任意に情報を消去したり改変したりすることはできないが、読み取りは可能である。著作権者による映像や音楽作品などの供給媒体として利用されている。CDでは市販のCD-ROMや音楽CD、DVDでは市販のDVD-ROMやDVD-Video、BDではBD-ROMやBD-Video、その他HD DVD-ROMなどがこれに当たる。
CDやDVDは、元来は読み込み専用メディアとして開発されたものである（記録型のCD-RやCD-RWなどは後から追加導入された）。BDやHD DVDは規格策定当初から記録型メディアを視野に入れて開発されたメディアであるが、このタイプが存在する。

#### 記録型ディスク
記録型メディアには大きく分けてライトワンス（WORM）とリライタブルの2種類が存在する。

##### ライトワンス
ライトワンスは一度しか書き込みができずその書き込んだ情報は消去も改変も不可（空き容量がある限りは追記が可能）なメディアで、人為的ミスや誤動作による情報の消去や改変といった事故は起こらない。ゆえに、長期に渡り改変予定のない情報を保存する用途に向く。CD-R、DDCD-R、DVD-R、DVD+R、BD-R、HD DVD-R、UDO WORMがこれに当たる。
ライトワンス型のメディアは金属箔に有機色素が塗布されており、これをレーザー照射によって化学変化させることで情報を記録している。

##### リライタブル
リライタブルは複数回に渡って書き込みができ、書き込んだ情報の消去も改変もできるメディアで、書き換え可能回数（メディアの規格や個体差、保管方法、使用方法によって上下する）を上回らない限りは再利用が効くので、ライトワンスメディアに書き込む前の試し書きや情報の一時保管メディアとしての利用など短期的に情報を記録しておく用途に向く。CD-RW、DDCD-RW、PD、DVD-RW、DVD-RAM、DVD+RW、MVDISC、BD-RE、HD DVD-RW、HD DVD-RAM、Professional Disc、UDO RWがこれに当たる。
リライタブル型メディアはアモルファス材を使っており、レーザー照射でアモルファス材を結晶化させることで情報を記録している（結晶化をレーザー照射で解くことにより、記録された情報は消去される）。この技術は相変化記録技術と言われる。

## 光磁気ディスク
MOディスクをはじめとする光磁気ディスクは光を使って読み出す部分は光ディスクと共通だが、磁気を使って記録する点で異なる。音楽用途で使われるミニディスク（MD）は光磁気タイプの録音用ディスクが主に流通していたが、盤面の一部若しくは全部が再生専用の光ディスクとなっているものも存在する。

## 他の記録媒体との比較
容量
光ディスクは大容量化が難しい。記録密度の限界が半導体レーザーの波長で決まるからである。Blu-ray DiscやHD DVDの世代で既に可視光線の中でも最も短い波長である青紫光の半導体レーザーを使用している。光ディスクの原理をそのままにさらに記録密度を高めるにはそれより短い波長光、すなわち紫外線を使うことになるが、現在の光ディスクの材質に使用しているポリカーボネートなどでは紫外線を吸収し表面劣化を引き起こすため扱えない。記録面の多層化によりある程度の大容量化は実現でき、Blu-ray Discでは最大で1枚200GB〜400GB程度まで引き上げることができるが、2019年現在、一般に入手できるのは片面4層の128GBまでである。
一方でLTOなどの磁気テープは最大で数TBの容量を持つため、大規模なサーバや汎用機用バックアップ装置で使用される。
データの読み書き速度
光ディスクは書き込みが容易ではない。パソコンでCD-RやCD-RWなどのブランクメディアに情報を書き込むためには書き込みに対応した光学ドライブのほか、ライティングソフトウェアが別途必要になる。一度だけ記録可能なメディア（CD-RやDVD-Rなど）を使用した場合は書き込んだ内容を消去することはできず、書き換えを視野に入れる場合はCD-RWなどの書き換え可能なメディアを使用する必要がある。書換え可能なメディアを用意しかつパケットライト方式で記録することによってハードディスクなどと同様の扱いができるようになるが多くのデメリット）がある。また光ディスクは機械的にディスクを回転させるので読み込みにおいて時間がかかる。
一方で磁気ディスクは電気的処理だけでデータを読み書きするため、同密度で比較すれば光ディスクより高速なアクセスが可能である。パソコンの補助記憶装置やビデオレコーダーではハードディスクが主に用いられている。
小型化
光ディスクの主要なサイズは12cmまたは8cmであり機器小型化の足枷になる。
一方で消費電力を抑え、衝撃に強く小型化が要求されるポータブル音楽プレーヤーやデジタルカメラ、携帯ゲーム機等には内蔵型あるいはカード型のフラッシュメモリの方が相性がよく、こうした分野の一部（ポータブル音楽プレイヤーなど）では光ディスクからフラッシュメモリに主役が交代している。

## ケース
光ディスクはMO・PD・DVD-RAM・BD-RE Ver. 1.0などデータメディアの一部を除いてキャディ（カートリッジ）に収納されておらず、傷・指紋・ホコリを避けるためにケース（パッケージ）に入れて保管する必要がある。ケースは大半がプラスチック製で、本のように見開き型の形状となっている。
ジュエルケース・スリムケース・トールケースはサンワサプライ・エレコム・バッファローコクヨサプライなどのサプライ品メーカーからケース単体が家電量販店などで市販されているが、それ以外のケースは大半が市販されておらず小ロットでの入手は困難である。
ジュエルケース
CDアルバムのパッケージで使われる一般的なケース。フタ（ジャケット収納部）・トレイ・ケース（背面）1枚ずつのプラスチックで構成されており、ケースに対して各部品を嵌め込む形で組み立てる。基本サイズはW124mm×H142mm×幅10mm。
PCソフト、CD-ROM2・SUPER CD-ROM2・メガCD（『ソニック・ザ・ヘッジホッグCD』のみ採用）・ネオジオCD・3DO・PC-FX・セガサターン（セガ自社のソフト）・ドリームキャストなどのテレビゲームソフト（1枚組）や、トールケースが普及する前のDVD-Video（セルビデオ）のケースにも汎用されている。
同じサイズでトレイを可動する両面型として2枚収納が可能な2CD型（Windows 2000日本語版のリテール版やCD+DVD同梱のアルバムなどで採用）や、厚みのあるライナーノーツ（CDアルバム等でビニール加工など特殊印刷を施したもの・ゲームソフトの取扱説明書など）の格納ができるようフタ部分をやや厚くしたワイドケース（幅12mm）もある。
トレイの色は黒・白が基本だが、透明とすることでケースに入れたジャケットの裏面（両面印刷したもの）を背景とすることも出来る。
デュオケース
主に2枚組のCDアルバム（CD2枚やCD+DVD）のパッケージで使われるケース。ジュエルケースのフタとケース（背面）にあたる部分の裏（内）側にトレイ（Bトレイ・Fトレイ）を嵌め込み、2枚格納を可能としたもの。W124mm×H140mm×幅18mm。
テレビゲームソフトではメガCD、セガサターン（サードパーティのソフト）、PlayStationの多くが、Bトレイが存在しない1枚収納のデュオケースを使用しており、ジュエルケースでは困難な厚みのある取扱説明書の同封が可能となっている。
マルチケース
3 - 4枚組のCDで構成されるアルバム（主にサウンドトラック・クラシック・ベスト・アルバム・童謡関係など）やテレビゲームソフト・PCソフトのパッケージで使われるケース。フタ・ケース（背面）・フタとケースに嵌め込むトレイ・表ケースの5パーツで構成されており、ジュエルケースを2枚連結したような形状で、トレイに1枚ずつ・フタとケースを繋ぐ役割をする表ケースに1 - 2枚（両面）収納する。W124mm×H152mm×幅24mm。
スリムケース
主にマキシシングルや廉価版CD、市販品のブランクディスクに採用されている。ジャケット部1枚、トレイ部1枚のプラスチックで厚みはジュエルケースの約半分。
1980年代半ばにトレイ部が折れて（山折）、ディスクが取り出せるというCBS・ソニー（ソニーDADCジャパン）独自のスリムケースも存在したが、程なくジュエルケースに戻された。
トールケース
主に市販DVDに用いられる。VHS用ケースと形状が近い。AMARAY（アマレー）社のケースがPlayStation 2（PS2）用ソフトのケースに採用されたことでデファクトスタンダード化している。サイズはW136mm×H190mm×幅14mm。アマレーケースとも。
PS2の普及により、日本でのDVDビデオ（セルビデオ）パッケージはそれまでジュエルケースのものも存在していた（ミュージック・ビデオ系統とSPEJが発売するDVDビデオなど）が、アマレーケースが一般的になった。他のゲームソフトではXbox、Xbox 360、Wii、Wii Uが採用している。横幅が5mm広いワーナーサイズもある。
レンタルDVDではやや厚みのあるケースを使用し、ディスクを収納したレンタルケースを上から投函する（差し込む）形状となっている。しかし2010年代のレンタルDVD用トールケースは、特にTSUTAYAで中身のディスクケース・外側のケースともにかなり薄くなった新型の形状に置き換えが進んでいる。
デジパック
外装部は厚紙で内側にプラスチック製トレイを貼り付けたケース。主に音楽CDに用いられる。紙ジャケットとはトレイの有無など構造が全く異なる。
UMD用ケース
PlayStation Portableの発売に併せて流通されたPSPソフトやUMD Videoのディスクメディアであるユニバーサル・メディア・ディスクのパッケージに使われるケース。形状はアマレーケースに準じているがサイズはW105mm×H177mm×幅14mmと小ぶりである。二枚のUMDが入るケースも存在。
Blu-ray Disc用ケース,HD DVD用ケース
トールケースよりも低めのサイズで、上部にはそれぞれの規格のロゴが入っている。PlayStation 3（PS3）ソフトも採用したが、ケースの形状は専用の透明なものが使われた。映像ソフトは基本的にBlu-ray Disc（BDMV）が青系半透明、HD DVDが赤系半透明、PS3は半透明のケースとなっている。W135mm×H172mm×幅15mm。
マイクロソフト製のリテールパッケージケース
Microsoft Windows Vista・Microsoft Office 2007のリテールパッケージに採用された独特のケースで、本の「背」にあたる天面にある付箋状のツマミを引き、本の「小口」にあたる側面部分から横方向に90°倒すギミックでトレイが開閉する形状。トレイ部分にプロダクトキーのシールが貼付されている。
次バージョンとなるMicrosoft Windows 7・Microsoft Office 2010では、このギミックが廃され、トールケースと同様の見開きで開閉する形態となった。
同ソフトで導入されているCD・DVDのホログラム加工と同様、海賊版対策の一環による特許技術とみられ、他社からは同様のケースは流通されていない。

## 廃棄方法
廃棄の際はデータの扱いにも注意を要する。特にライトワンス規格の場合は消去不可なので、メディアが読み込める限りデータが残ってしまう。

### 適切な方法

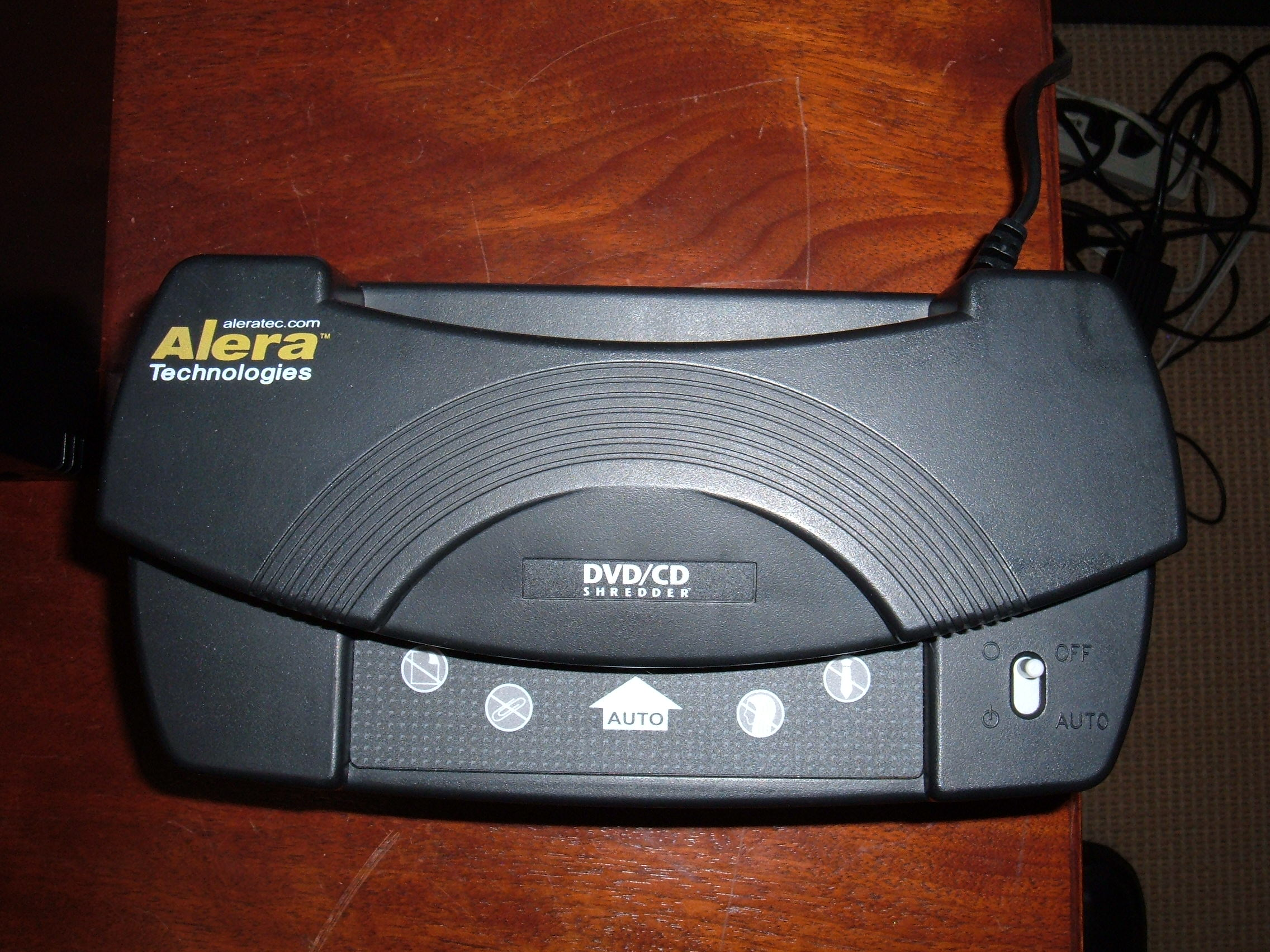
ディスクシュレッダー

記録されたデータを消去して廃棄する方法には以下の方法が適切である。
- ディスクシュレッダーを使う[27]。
- レーベル面をカッターなどで剥がす[28]。
- 記録面をサンドペーパー等で擦って白く曇らせる[28]。
- 専門の業者に依頼する。

### 適切でない方法

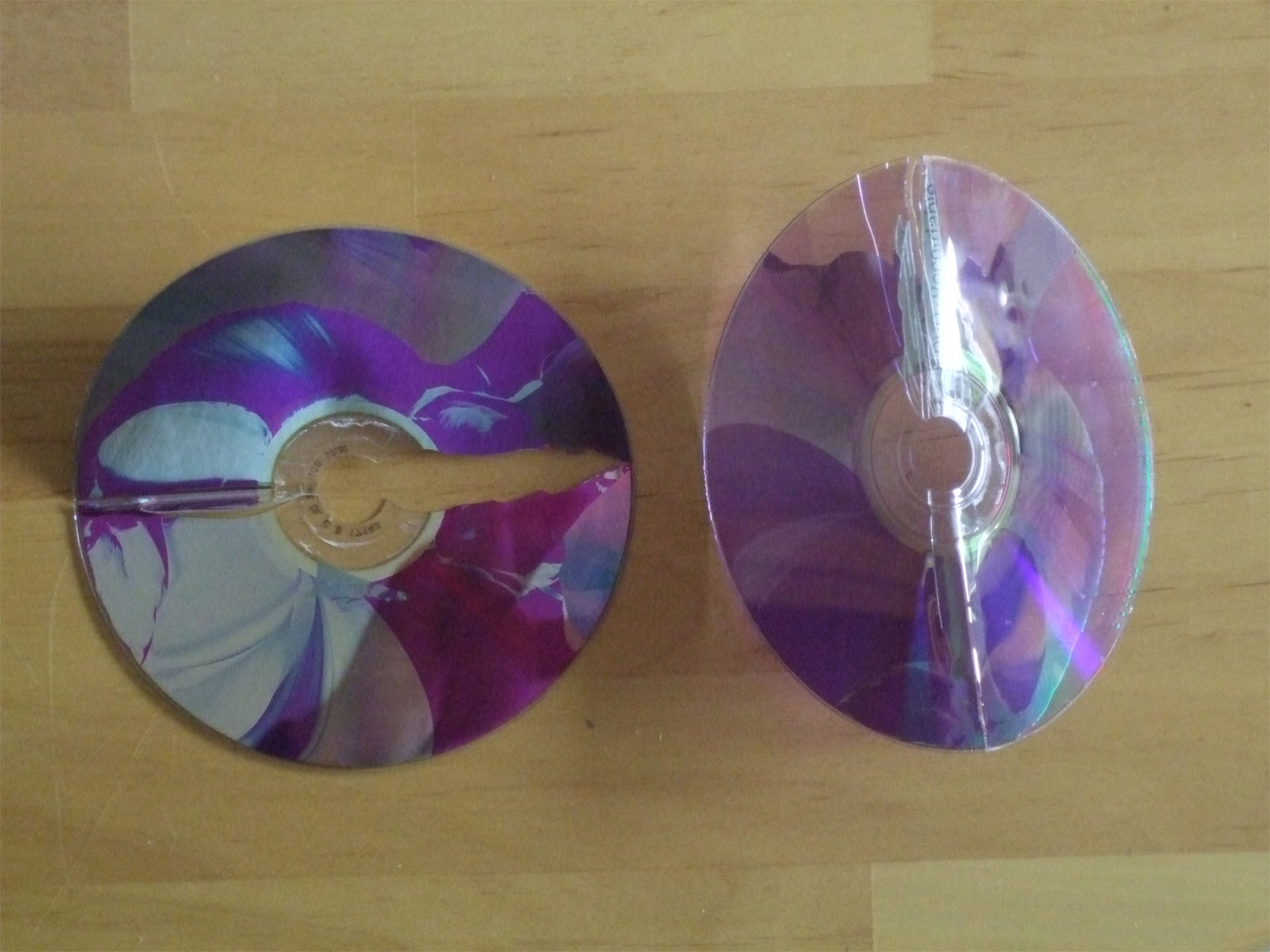
手で割ったとみられる光ディスクの例（写真はDVD+R）。手でディスクを割ることは極めて危険である。

以下の方法でデータを消去することも不可能ではないが、極めて危険なので適切とは言えない。
- 手で割る

ディスクの素材が防弾ガラスにも用いられるポリカーボネートであり、素手で割るのはかなりの腕力が必要で、さらに切り口で怪我をする危険があり破片が飛び散ったり、手をけがする恐れがあるので極めて危険である。また、マットレスのような柔らかい地面の上から圧力をかけた場合でもディスクが割れる場合がある。このため、市販のDVD-Rなどのブランクディスクメディアの使用上の注意には「手でディスクを割らないで下さい。破片が飛び散り、大変危険です。」などと記載されている場合があり、メーカーなどの業界でも注意を呼び掛けている。
- 電子レンジでマイクロ波を照射し、記録面をショートさせる

この方法で読み取れなくすることも可能であるが、わずか数秒の照射で発火する危険がある。そもそも、メーカーでは食品の加熱・解凍以外に電子レンジを用いることは認めていない。